# Karolína Olšarová
Karolína Olšarová (ur. 28 czerwca 1993) – czeska szachistka, mistrzyni międzynarodowa od 2010 roku.

## Kariera szachowa
Wielokrotnie reprezentowała Czechy na mistrzostwach świata i Europy juniorek w różnych kategoriach wiekowych, największy sukces odnosząc w 2003 r. w Budvie, gdzie zdobyła brązowy medal mistrzostw Europy juniorek do 10 lat. Od 2011 r. należy do ścisłej czołówki czeskich szachistek. Wielokrotnie reprezentowała narodowe barwy w turniejach drużynowych, m.in.:
- na olimpiadzie szachowej (w roku 2012)[2],
- dwukrotnie na drużynowych mistrzostwach Europy (w latach 2011, 2013)[3],
- dwukrotnie na drużynowych mistrzostwach Europy juniorów do 18 lat (w latach 2009, 2010); medalistka: wspólnie z drużyną – brązowa (2010)[4],
- na turnieju o Puchar Mitropa (Mitropa Cup) (w roku 2010)[5].

Wielokrotnie startowała w finałach indywidualnych mistrzostw Czech, zdobywając trzy medale: złoty (Pardubice 2011), srebrny (Ostrawa 2014) oraz brązowy (Světlá nad Sázavou 2013). 
Normy na tytuł mistrzyni międzynarodowej wypełniła w Ostrawie (2008), Pardubicach (2009) oraz Liptowskim Mikułaszu (2010).
Najwyższy ranking w dotychczasowej karierze osiągnęła 1 lipca 2011 r., z wynikiem 2282 punktów zajmowała wówczas 3. miejsce (za Evą Kulovaną i Kateřiną Němcovą) wśród czeskich szachistek.

## Życie prywatne
Siostra Karolíny Olšarovej, mistrzyni międzynarodowa Tereza Olšarová, jest również czołową czeską szachistką (m.in. indywidualną mistrzynią Czech z 2012).